# دوف نيسمان
دوف نيسمان (بالعبرية: דב ניסמן‏) (مواليد 22 يوليو 1954) هو سبّاح إسرائيلي، مثّل بلاده في الألعاب الأولمبية الصيفية 1976.

## روابط خارجية
دوف نيسمان على موقع الاتحاد الدولي للسباحة (الإنجليزية)
- دوف نيسمان على موقع SwimRankings.net (الإنجليزية)
- دوف نيسمان على موقع اللجنة الأولمبية الدولية (الإنجليزية)
- دوف نيسمان على موقع أوليمبيديا (الإنجليزية)